# Pseudohypaspidius robichei
Pseudohypaspidius robichei är en skalbaggsart som beskrevs av Soula 2002. Pseudohypaspidius robichei ingår i släktet Pseudohypaspidius och familjen Rutelidae. Utöver nominatformen finns också underarten P. r. huacamayosensis.